# Scoparia fragosa
Scoparia fragosa là một loài bướm đêm trong họ Crambidae.